# 1991年世界乒乓球錦標賽
1991年世界乒乓球锦标赛，为历史上的第41届世界乒乓球锦标赛，于1991年4月24日至5月6日在日本千叶市举行。

## 赛果

### 团体
| 项目     | 金牌                                                  | 银牌                                                       | 铜牌                                                      |
| 男子团体 | 瑞典 · 阿佩伊伦 · 卡尔松 · 林德 · 佩尔森 · 瓦尔德内尔 | 南斯拉夫 · 卡利尼奇 · 卢普莱斯库 · 普里莫拉茨 · 斯梅雷卡尔 | 捷克斯洛伐克 · 格曼努尔 · 扬西 · 雅武雷克 · 科贝尔 · 比米 |
| 女子团体 | 朝鮮 · 洪次玉 · 玄静和 · 李粉姬 · 俞顺福              | 中國 · 陈子荷 · 邓亚萍 · 高军 · 乔红                       | 法國 · 考巴特 · 德里安 · 王晓明 · 勒兰尼奇                |

### 单项
| 项目     | 金牌         | 银牌          | 铜牌                  |
| 男子单打 | 佩尔森       | 瓦尔德内尔    | 金泽洙                |
| 男子单打 | 佩尔森       | 瓦尔德内尔    | 马文革                |
| 女子单打 | 邓亚萍       | 李粉姬        | 陳丹蕾                |
| 女子单打 | 邓亚萍       | 李粉姬        | 乔红                  |
| 男子双打 | 卡尔松 冯·舍 | 吕林 王涛     | 林德 佩尔森           |
| 男子双打 | 卡尔松 冯·舍 | 吕林 王涛     | A·马祖诺夫 D·马祖诺夫 |
| 女子双打 | 陈子荷 高军  | 邓亚萍 乔红   | 李隽 丁亚萍           |
| 女子双打 | 陈子荷 高军  | 邓亚萍 乔红   | 胡小新 刘伟           |
| 混合双打 | 王涛 刘伟    | 谢超杰 陈子荷 | 金松慧 李粉姬         |
| 混合双打 | 王涛 刘伟    | 谢超杰 陈子荷 | 格林卡 巴蒂斯库       |